# Chiesa di Santa Maria delle Grazie al Trionfale
La chiesa di Santa Maria delle Grazie al Trionfale è un luogo di culto cattolico di Roma, situato nel quartiere Trionfale, in piazza Santa Maria delle Grazie.

## Storia
La chiesa fu costruita dall'architetto Tullio Rossi e dall'ingegnere Franco Formari agli inizi degli anni quaranta; essa è sede parrocchiale, eretta il 13 agosto 1941 con il decreto del Cardinale Vicario Francesco Marchetti Selvaggiani "Beatissimae Virginis gratiarum", ed ha ereditato il titolo di Santa Maria delle Grazie a Porta Angelica, demolita nel 1939 per la ristrutturazione di Via di Porta Angelica.

## Descrizione

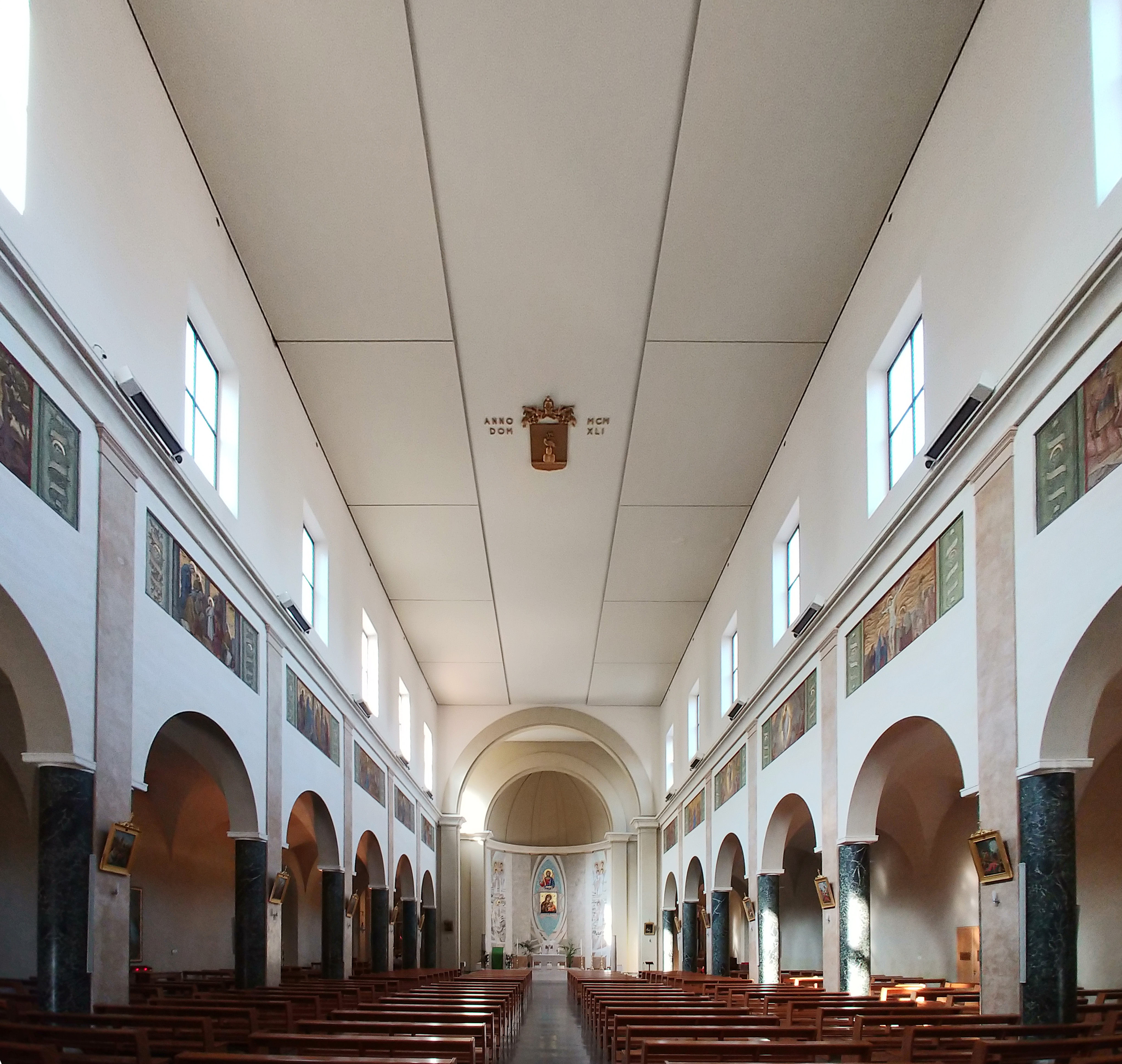
L'interno

La facciata della chiesa, in stile neorinascimentale, presenta un portone centrale sormontato dallo stemma di Pio XII, e due laterali. L'interno è a tre navate; sopra i pilastri portanti si trovano quattordici affreschi di Giuseppe Ciotti raffiguranti i misteri del rosario; nella controfacciata una tela di Umberto Colonna raffigurante l'apparizione della vergine a Pio V (in occasione della vittoria cristiana a Lepanto); al centro del soffitto uno stemma dorato di Pio XII. Molti degli arredi interni provengono dalla demolita chiesa omonima a Porta Angelica: tra essi l'altare maggiore, l'altare dedicato al Sacro Cuore, l'opera attribuita a Carlo Maratta Madonna che mostra il Bambino a San Francesco; e soprattutto l'icona bizantina del XII secolo della Madonna delle grazie.
La chiesa fu ristrutturata negli anni ottanta con interventi che hanno riguardato la pavimentazione, il tetto ed altre strutture. In questa occasione fu edificata la cappella della Madonna delle grazie e restaurata l'icona bizantina, che fu solennemente incoronata da Giovanni Paolo II, in visita alla parrocchia, il 16 dicembre 1984.